# Dacia
S.C. Automobile Dacia S.A., znan samo kot Dacia [dáčja], je romunski proizvajalec avtomobilov. Podjetje, ustanovljeno leta 1966, je od leta 1999 v lasti Renaulta. Po prihodkih je največje podjetje v državi in tudi v celotni Jugovzhodni Evropi.
Podjetje je dobilo ime po antičnem kraljestvu Dakiji, ki je obstajalo na ozemlju sedanje Romunije (kasnejša rimska provinca).

## Logo
- 2003–2008
- 2008–2015
- 2015-2020
- 2021-danes

## Modeli

### Trenutni
- Dacia Logan (2004–)
- Dacia Logan MCV (2006–)
- Dacia Logan MCV Stepway (2017–)
- Dacia Sandero (2008–)
- Dacia Sandero Stepway (2009–)
- Dacia Duster (2010–)
- Dacia Lodgy Stepway (2014–)
- Dacia Dokker (2012–)
- Dacia Dokker Van (2012–)
- Dacia Dokker Stepway (2014–)
- Dacia Jogger (2022–)

### Nekdanji
- Dacia 1100 (1968–1972)
- Dacia 1300 (1969–1979)
- Dacia 1301 (1970–1974)
- Dacia D6 (1974–1976)
- Dacia 1302 (1975–1982)
- Dacia 1210/1310/1410 (1979–2004; v Združenem kraljestvu Dacia Denem)
- Dacia 1304 Pick Up (1979–2006)
- Dacia 2000 (1980–1982)
- Dacia Duster (1983–1990.; v Združenem kraljestvu ARO 10)
- Dacia 1310 Sport/1410 Sport (1983–1992)
- Dacia 1320 (1985–1989)
- Dacia 1305 Drop Side (1985–2006)
- Dacia 500 Lăstun (1988–1991)
- Dacia Liberta (1990–1996)
- Dacia 1309 (1992–1997)
- Dacia 1307 King Cab (1992–2003)
- Dacia 1307 Double Cab (1992–2006)
- Dacia Nova (1994–1999)
- Dacia SuperNova (2000–2002)
- Dacia Solenza (2003–2005)
- Dacia Logan Van (2007–2012)
- Dacia Logan Pick-Up (2008–2012)
- Dacia Lodgy (2012–2022)